# Kurt Russell
Kurt Vogel Russell (Springfield, 17 marzo 1951) è un attore statunitense.
Ottiene i primi ruoli in varie serie televisive, tra cui quello di protagonista nella serie The Travels of Jaimie McPheeters (1963-1964). Alla fine del 1960, firma un contratto decennale con la Walt Disney Company, per la quale diventa la top star del 1970.
Nel 1984, per la sua performance nel film Silkwood del 1983, Russell ottiene una candidatura al Golden Globe come miglior attore non protagonista. Durante gli anni ottanta viene diretto in diversi film del regista John Carpenter, in particolare in ruoli di antieroe, come quello di Jena Plissken ("Snake" Plissken nell'originale versione americana) nel futuristico film d'azione 1997: Fuga da New York (1981) e nel suo sequel Fuga da Los Angeles (1996), del pilota di elicottero RJ MacReady nel film horror La cosa (1982) e del camionista Jack Burton nel film di kung-fu e commedia d'azione Grosso guaio a Chinatown (1986). È candidato a un Emmy Award per il film televisivo Elvis, il re del rock (1979), sempre diretto da Carpenter.
Nel 1993 interpreta il ruolo di Wyatt Earp nel film Tombstone e nel 1994 è protagonista nel film di fantascienza Stargate. A metà degli anni 2000, la sua interpretazione dell'allenatore di hockey della nazionale olimpica degli Stati Uniti Herb Brooks in Miracle (2004) ottiene le lodi della critica. Nel 2006 appare nel thriller Poseidon.
Nel 2007 lavora con Quentin Tarantino nel segmento del film Grindhouse da questi diretto, A prova di morte; torna a lavorare col medesimo regista in The Hateful Eight (2015), nel ruolo del cacciatore di taglie John Ruth, e in seguito in C'era una volta a... Hollywood (2019).

## Biografia

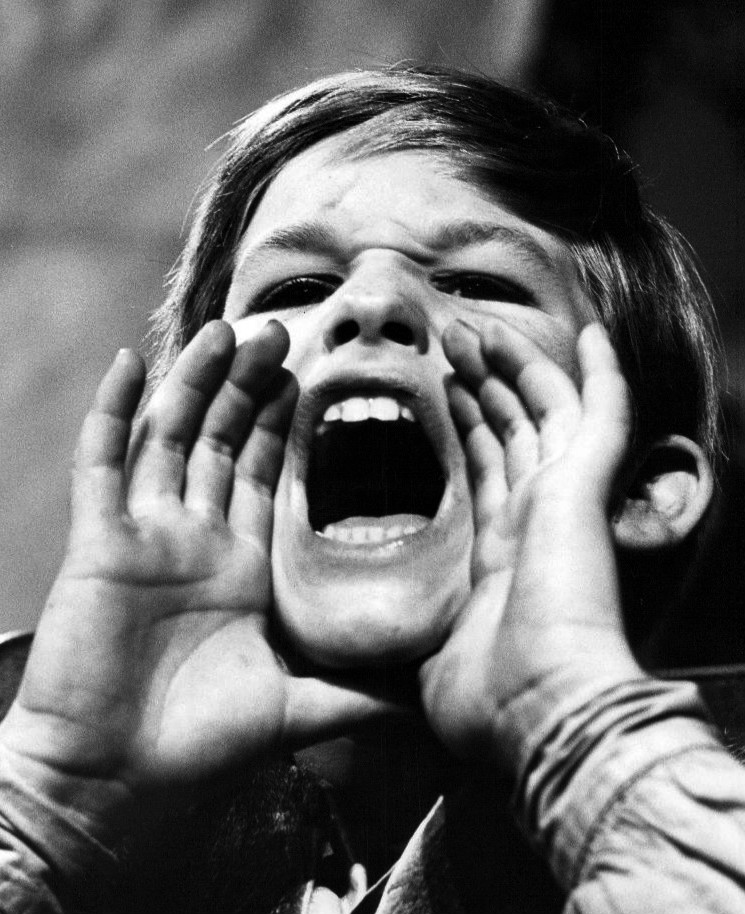
Kurt Russell nella serie televisiva The Travels of Jaimie McPheeters (1963)

Figlio di Bing Russell, interprete per sei anni del personaggio dello sceriffo nella serie televisiva Bonanza, Kurt Russell fin dagli inizi alterna la carriera cinematografica a quella sportiva e, dall'età di dieci anni, appare in diverse serie televisive tra cui Gunsmoke, Il fuggitivo, Daniel Boone e Il virginiano. Nel 1960 firma un contratto con la Disney che lo lega alla casa cinematografica per 10 anni, durante i quali interpreta numerosi film per ragazzi, tra cui la cosiddetta "Trilogia di Medfield", ovvero Il computer con le scarpe da tennis (1969), Spruzza, sparisci e spara (1972) e L'uomo più forte del mondo (1975).
Concluso il contratto Disney, si dedica al baseball professionistico, che abbandona però nel 1973. Riprende allora la carriera di attore, partecipando ad alcuni telefilm e film per la televisione, fra cui Elvis, il re del rock (1979), diretto da John Carpenter, suo primo ruolo di rilievo, a cui poi segue il film La fantastica sfida (1980) di Robert Zemeckis. Nel 1976, ancora semi-sconosciuto, Russell fa l'audizione per il ruolo di Ian Solo, ma viene poi scartato per Harrison Ford.

### Il successo

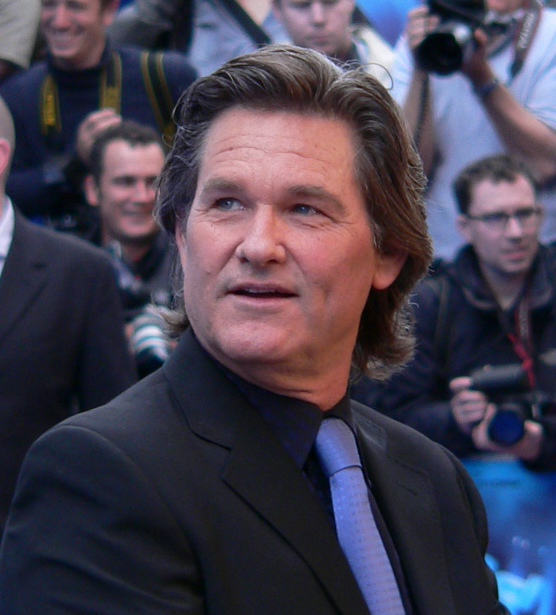
Kurt Russell nel 2006

Dall'amicizia con il regista John Carpenter nasce la proposta di interpretare 1997: Fuga da New York (1981), film che lo fa notare maggiormente. Il sodalizio con il regista lo porterà a lavorare in altri film importanti come La cosa (1982) e Grosso guaio a Chinatown (1986), interpretando sia ruoli brillanti che drammatici per tutto il decennio e ottenendo diversi successi. Nel 1983 ottiene una candidatura al Golden Globe come attore non protagonista in Silkwood.
Nel 1988 recita in Tequila Connection, mentre l'anno successivo fa coppia con Sylvester Stallone in Tango & Cash (1989), divertente poliziesco d'azione di gran successo; è degno di nota il fatto che nei suoi film Kurt Russell non si serva mai di controfigure. Negli anni novanta il suo successo diminuisce e sono pochi i film con un buon consenso di pubblico; tra questi Fuoco assassino (1991) di Ron Howard e Stargate (1994), ma per lo più interpreta ruoli secondari. Nel 1996 indossa nuovamente i panni di Jena Plissken in Fuga da Los Angeles.
Nel 2002 interpreta il ruolo di un simpatico delinquente in La rapina, con Kevin Costner e Courteney Cox. Famosa la sua interpretazione della canzone Such a Night di Elvis Presley. Più impegnativo è il personaggio del Dr. McCabe, che affianca Tom Cruise nel sofisticato thriller Vanilla Sky (2000), insieme a Penélope Cruz e Cameron Diaz. Nel 2007 viene ingaggiato da Quentin Tarantino, che lo fa recitare nel suo Grindhouse - A prova di morte, in cui «abbandona lo stato di bravo ragazzo e torna ai tempi di "Fuga da New York"».
Nel 2011 sempre Tarantino lo sceglie come sostituto di Kevin Costner per interpretare il ruolo di Ace Woody in Django Unchained, uscito nel dicembre dell'anno successivo. Tuttavia Russell rinuncia a partecipare al film e le battute del suo personaggio vengono assorbite da quello dell'attore Walton Goggins. Lavorerà nuovamente con Tarantino nel 2015, interpretando il cacciatore di taglie John Ruth "il Boia" in The Hateful Eight, e nel 2019 in C'era una volta a... Hollywood, sia interpretando il produttore Randy sia fungendo da narratore nel corso del film. Nel 2017 inoltre interpreta Ego nel film del Marvel Cinematic Universe Guardiani della Galassia Vol. 2.

## Vita privata

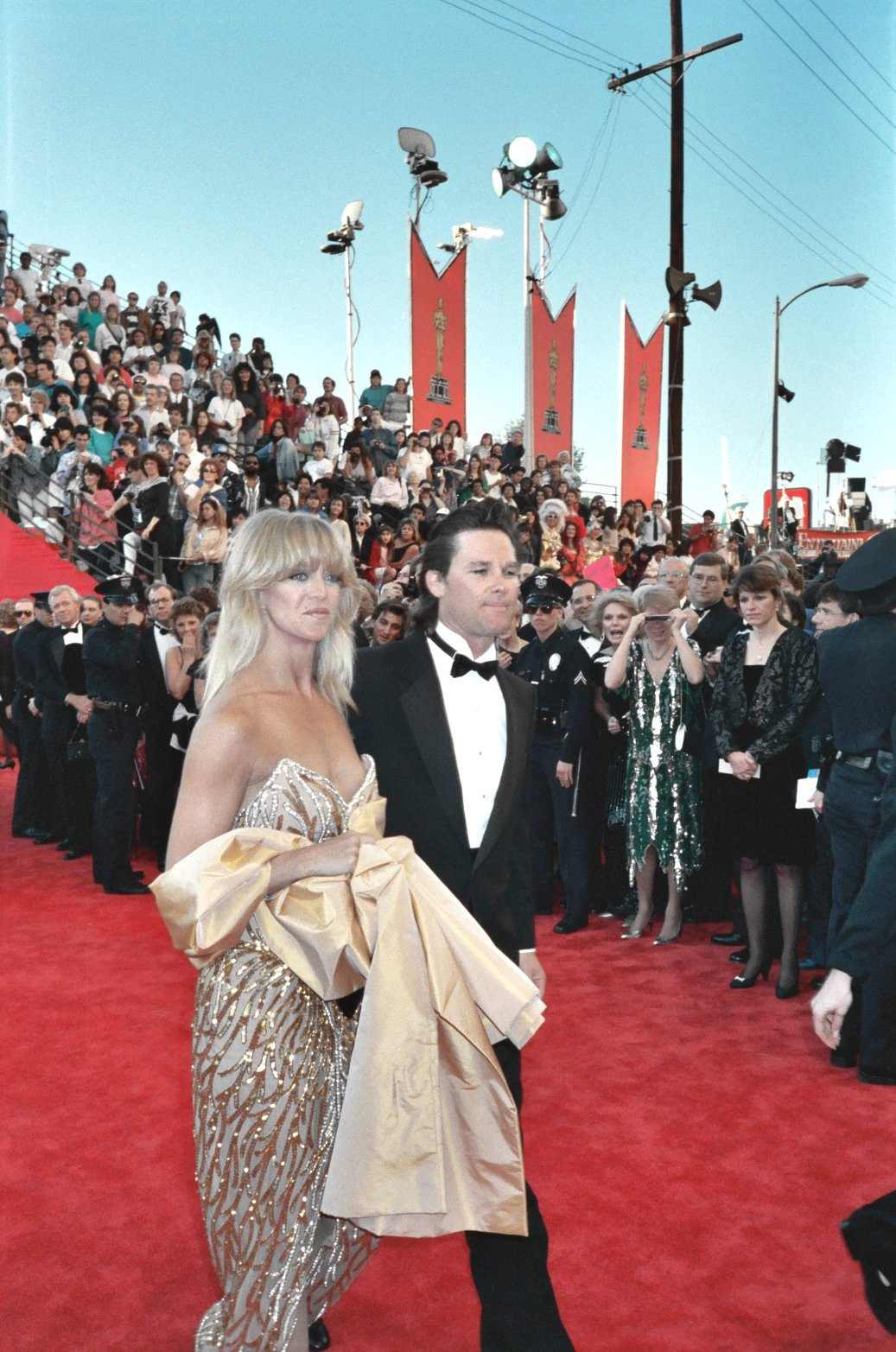
Kurt Russell con la compagna Goldie Hawn ai Premi Oscar 1989

Russell sposò l'attrice Season Hubley, che incontrò nel 1979 durante le riprese di Elvis, il re del rock, da cui ebbe il figlio, Boston (1980). Dopo il divorzio da Hubley nel 1983, Russell iniziò la sua relazione con la collega Goldie Hawn, unione da cui è nato un figlio, Wyatt (1986). In un'intervista concessa a People nel dicembre 2020, Russell ha rivelato che lui e Hawn non hanno mai sentito il bisogno di sposarsi, affermando che "un certificato di matrimonio non creerebbe nulla che altrimenti non avremmo".
Russell è un libertariano e nel 2020 ha affermato che le celebrità dovrebbero tenere per sé le proprie opinioni politiche, ritenendo che ciò abbia un impatto negativo sul loro lavoro. È inoltre un cacciatore e un convinto sostenitore del diritto alle armi e ha affermato che il controllo delle armi non ridurrà il terrorismo. È anche un pilota privato con licenza FAA con abilitazione monomotore/multimotore e strumentale, ed è membro onorario del consiglio dell'organizzazione aeronautica umanitaria Wings of Hope. Nel 2010, è stato inserito tra le "Living Legends of Aviation", ricevendo l'"Aviation Mentor Award" da John Travolta.

## Filmografia

### Attore

#### Cinema
- Bionde, rosse, brune... (It Happened at the World's Fair), regia di Norman Taurog (1963) – non accreditato
- Il californiano (Guns of Diablo), regia di Boris Sagal (1964)
- I ragazzi di Camp Siddons (Follow Me, Boys!), regia di Norman Tokar (1966)
- Willie e lo Yankee (Mosby's Marauders), regia di Michael O'Herlihy (1967)
- Una pazza banda di famiglia (The One and Only, Genuine, Original Family Band), regia di Michael O'Herlihy (1968)
- Il cavallo in doppiopetto (The Horse in the Gray Flannel Suit), regia di Norman Tokar (1968)
- Intrigo in Irlanda (Guns in the Heather), regia di Robert Butler (1968)
- Il computer con le scarpe da tennis (The Computer Wore Tennis Shoes), regia di Robert Butler (1969)
- La TV ha i suoi primati (The Barefoot Executive), regia di Robert Butler (1971)
- L'uomo dinamite (Fools' Parade), regia di Andrew V. McLaglen (1971)
- Spruzza, sparisci e spara (Now You See Him, Now You Don't), regia di Robert Butler (1972)
- Charley e l'angelo (Charley and the Angel), regia di Vincent McEveety (1973)
- Dai papà... sei una forza! (Superdad), regia di Vincent McEveety (1973)
- L'uomo più forte del mondo (The Strongest Man in the World), regia di Vincent McEveety (1975)
- The Captive: The Longest Drive 2, regia di Lee H. Katzin (1976)
- La fantastica sfida (Used Cars), regia di Robert Zemeckis (1980)
- 1997: Fuga da New York (Escape from New York), regia di John Carpenter (1981)
- La cosa (The Thing), regia di John Carpenter (1982)
- Silkwood, regia di Mike Nichols (1983)
- Swing Shift - Tempo di swing (Swing Shift), regia di Jonathan Demme (1984)
- Maledetta estate (The Mean Season), regia di Phillip Borsos (1985)
- Tempi migliori (The Best of Times), regia di Roger Spottiswoode (1986)
- Grosso guaio a Chinatown (Big Trouble in Little China), regia di John Carpenter (1986)
- Overboard - Una coppia alla deriva (Overboard), regia di Garry Marshall (1987)
- Tequila Connection (Tequila Sunrise), regia di Robert Towne (1988)
- Gente del Nord (Winter People), regia di Ted Kotcheff (1989)
- Tango & Cash, regia di Andrey Konchalovskiy (1989)
- Fuoco assassino (Backdraft), regia di Ron Howard (1991)
- Abuso di potere (Unlawful Entry), regia di Jonathan Kaplan (1992)
- Finché dura siamo a galla (Captain Ron), regia di Thom Eberhardt (1992)
- Tombstone, regia di George Pan Cosmatos (1993)
- Stargate, regia di Roland Emmerich (1994)
- Decisione critica (Executive Decision), regia di Stuart Baird (1996)
- Fuga da Los Angeles (John Carpenter's Escape from L.A.), regia di John Carpenter (1996)
- Breakdown - La trappola (Breakdown), regia di Jonathan Mostow (1997)
- Soldier, regia di Paul W. S. Anderson (1998)
- La rapina (3000 Miles to Graceland), regia di Demian Lichtenstein (2001)
- Vanilla Sky, regia di Cameron Crowe (2001)
- Interstate 60, regia di Bob Gale (2002)
- Indagini sporche (Dark Blue), regia di Ron Shelton (2002)
- Miracle, regia di Gavin O'Connor (2004)
- Jiminy Glick in Lalawood (2004) - sé stesso
- Sky High - Scuola di superpoteri (Sky High), regia di Mike Mitchell (2005)
- Dreamer - La strada per la vittoria (Dreamer: Inspired By a True Story), regia di John Gatins (2005)
- Poseidon, regia di Wolfgang Petersen (2006)
- Grindhouse - A prova di morte (Death Proof), regia di Quentin Tarantino (2007)
- Cutlass, regia di Kate Hudson - cortometraggio (2007)
- Touchback, regia di Don Handfield (2011)
- The Art of the Steal - L'arte del furto (The Art of the Steal), regia di Jonathan Sobol (2013)
- Fast & Furious 7 (Furious 7), regia di James Wan (2015)
- Bone Tomahawk, regia di S. Craig Zahler (2015)
- The Hateful Eight, regia di Quentin Tarantino (2015)
- Deepwater - Inferno sull'oceano (Deepwater Horizon), regia di Peter Berg (2016)
- Fast & Furious 8 (The Fate of the Furious), regia di F. Gary Gray (2017)
- Guardiani della Galassia Vol. 2 (Guardians of the Galaxy Vol. 2), regia di James Gunn (2017)
- Qualcuno salvi il Natale (The Christmas Chronicles), regia di Clay Kaytis (2018)
- Crypto, regia di John Stalberg Jr. (2019)
- C'era una volta a... Hollywood (Once Upon a Time in... Hollywood), regia di Quentin Tarantino (2019)
- Qualcuno salvi il Natale 2 (The Christmas Chronicles 2), regia di Chris Columbus (2020)
- Fast & Furious 9 - The Fast Saga (F9: The Fast Saga), regia di Justin Lin (2021)
- The Rivals of Amziah King, regia di Andrew Patterson (2025)

#### Televisione
- Dennis the Menace – serie TV, un episodio (1962)
- The Dick Powell Show – serie TV, episodi 2x01-2x10-2x13 (1962)
- The Travels of Jaimie McPheeters – serie TV, 26 episodi (1963-1964)
- Organizzazione U.N.C.L.E. (The Man from U.N.C.L.E.) – serie TV, episodio 1x10 (1964)
- Il virginiano (The Virginian) – serie TV, episodi 3x08-4x01 (1964-1965)
- I sentieri del west (The Road West) – serie TV, episodio 1x25 (1967)
- Disneyland – serie TV, 7 episodi (1967-1972)
- Ai confini dell'Arizona (The High Chaparral) – serie TV, episodio 3x18 (1970)
- Sulle strade della California (Police Story) – serie TV, episodi 1x16-3x08 (1974-1975)
- Alla ricerca di un sogno (The New Land) – serie TV, 6 episodi (1974)
- In cerca degli dei (Search for the Gods), regia di Jud Taylor – film TV (1975)
- The Deadly Tower, regia di Jerry Jameson – film TV (1975)
- Racconti della frontiera (The Quest) – serie TV, 15 episodi (1976)
- The Quest: The Longest Drive, regia di Bernard McEveety – film TV (1976)
- The Quest, regia di Lee H. Katzin – film TV (1976)
- Christmas Miracle in Caufield, U.S.A., regia di Jud Taylor – film TV (1977)
- Elvis, il re del rock (Elvis), regia di John Carpenter – film TV (1979)
- Quando il grano è maturo (Amber Waves) – film TV, regia di Joseph Sargent (1980)
- Terrore in sala (Terror in the Aisles), regia di Andrew J. Kuehn – documentario (1984)
- Monarch: Legacy of Monsters – serie TV (2023-in corso)

### Doppiatore
- Dad... Can I Borrow the Car?, regia di Ward Kimball - film TV (1970)
- Red e Toby nemiciamici (The Fox and the Hound), regia di Art Stevens, Ted Berman e Richard Rich (1981)
- Forrest Gump, regia di Robert Zemeckis (1994) – voce di Elvis Presley - non accreditato
- What If...? – serie animata, 1x02, 1x09, 2x02 (2021-2023)

## Riconoscimenti
- Golden Globe
  - 1984 – Candidatura per il miglior attore non protagonista per Silkwood
- Disney Legends
  - 1998 – Premio
- Hollywood Film Awards
  - 2015 – Miglior cast, insieme a Jennifer Jason Leigh, Channing Tatum, Bruce Dern, Tim Roth, Michael Madsen, Walton Goggins e Demián Bichir, per The Hateful Eight
- Young Hollywood Hall of Fame[10]

## Doppiatori italiani
Nelle versioni in italiano dei suoi film, Kurt Russell è stato doppiato da:
- Francesco Pannofino in Fuoco assassino, Tombstone, Stargate, Decisione critica, La rapina, Vanilla Sky, Interstate 60, Indagini sporche, Miracle, Jiminy Glick in Lalawood, Sky High - Scuola di superpoteri, Dreamer - La strada per la vittoria, Grindhouse - A prova di morte, The Hateful Eight, Deepwater - Inferno sull'oceano, C'era una volta a... Hollywood, Monarch: Legacy of Monsters
- Roberto Chevalier in I ragazzi di Camp Siddons, Il cavallo in doppiopetto, Spruzza, sparisci e spara, Dai papà... sei una forza!, Silkwood, Tango & Cash
- Massimo Corvo in Finché dura siamo a galla, The Art of the Steal - L'arte del furto, Qualcuno salvi il Natale, Qualcuno salvi il Natale 2
- Massimo Rossi ne Il medaglione del diavolo, Fast & Furious 7, Fast & Furious 8, Fast & Furious 9 - The Fast Saga
- Carlo Valli in 1997: Fuga da New York, Grosso guaio a Chinatown, Abuso di potere
- Roberto Pedicini in Swing Shift - Tempo di swing, Gente del Nord, Breakdown - La trappola
- Franco Aloisi ne Il computer con le scarpe da tennis
- Massimo Turci in L'uomo dinamite
- Sandro Acerbo in Charley e l'angelo
- Mauro Gravina in L'uomo più forte del mondo
- Luca Ward ne La fantastica sfida
- Michele Gammino ne La cosa
- Romano Malaspina in Maledetta estate
- Massimo Giuliani in Tempi migliori
- Sergio Di Giulio in Overboard - Una coppia alla deriva
- Maurizio Fardo in Tequila Connection
- Massimo Venturiello in Fuga da Los Angeles
- Sergio Di Stefano in Poseidon
- Rodolfo Bianchi in Bone Tomahawk
- Edoardo Siravo in Guardiani della Galassia Vol. 2
- Riccardo Lombardo in Crypto
- Fabrizio Manfredi in Willie e lo yankee[11]

Da doppiatore è sostituito da:
- Claudio Trionfi in Red e Toby nemiciamici
- Roberto Chevalier in Forrest Gump
- Edoardo Siravo in What If...?